# BBC Haacht
BBC Haacht (Belgische Basketbal Club Haacht) is een provinciale club uit de Vlaams-Brabantse plaats Haacht.

## Historie
In de jaren '60 en '70, nog voor de eerste hype van de Amerikaanse NBA, was basketbal in België in hoofdzaak een buitengebeuren. Vele clubs ontstonden en speelden onder de kerktoren of op schoolpleintjes. Zo werd ook BBC Haacht geboren. Onder impuls van twee leraren uit Don Bosco, Eddy Smekens en wijlen Willy Nauwelaerts († 2017), werd in 1977 club nummer 1916 opgericht en werd een cadettenploeg ingeschreven.
Enkele mijlpalen:
- 1977: Oprichting. Kadettenploeg
- 1980: Eerste Herenploeg (onafgebroken)
- Uitwisseling Uppingham / Don Bosco (en later BBC Haacht) – 25 uitwisselingen +
- 1989: Eerste damesploeg in “echte “ competitie, voordien " recreatief"
- 1993: 3 jeugdploegen
- 1997: Splitsing Jong Haacht – BBC Haacht (2 jaar)
- 2003:  Vertrek uit de sporthal van Boortmeerbeek naar Den Dijk (3 Seniores teams waaronder de start van de veteranen, geen jeugd )
- 2004: Oprichting BBC Haacht VZW
- 2006 – 2008: Jeugdkampen Durbuy
- 2008: Start basketschool (vanaf 6 jaar)
- 2012: Start Feestcomité in november
- 2014: 9 ploegen, creatie Sportieve cel
- 2017: Herstart stages (U8 – U12) en (U12 – U21)
- 2017 – 2018: 14 ploegen met de ontdubbeling van U12
- 2017 – 2018: 40-jarig bestaan

Anno 2021 telt de club een duizendtal leden en ex-leden.